# Lengyeltóti
Lengyeltóti  este un oraș în districtul Fonyód, județul Somogy, Ungaria, având o populație de 3.159 de locuitori (2011). 

## Demografie
Componența etnică a orașului Lengyeltóti
     Maghiari (89,1%)
     Romi (8,27%)
     Germani (2,36%)
     Necunoscut (0,16%)
     Români (0,1%)
     Alții (0,16%)
Componența confesională a orașului Lengyeltóti
     Romano-catolici (62,58%)
     Fără religie (12,35%)
     Reformați (2,88%)
     Luterani (1,99%)
     Necunoscută (19,63%)
     Atei (0,57%)
     Alte religii (0,85%)
Conform recensământului din 2011, orașul Lengyeltóti avea 3.159 de locuitori. Din punct de vedere etnic, majoritatea locuitorilor (89,1%) erau maghiari, existând și minorități de romi (8,27%) și germani (2,36%). Apartenența etnică nu este cunoscută în cazul a 0,16% din locuitori.  Din punct de vedere confesional, majoritatea locuitorilor (62,58%) erau romano-catolici, existând și minorități de persoane fără religie (12,35%), reformați (2,88%) și luterani (1,99%). Pentru 19,63% din locuitori nu este cunoscută apartenența confesională.